# Hipposideros camerunensis
Hipposideros camerunensis (Eisentraut, 1956) è un pipistrello della famiglia degli Ipposideridi diffuso in Africa centrale e Africa orientale.

## Descrizione

### Dimensioni
Pipistrello di medie dimensioni, con la lunghezza totale tra 110 e 140 mm, la lunghezza dell'avambraccio tra 74 e 80 mm, la lunghezza della coda tra 23 e 45 mm, la lunghezza del piede tra 18 e 22 mm, la lunghezza delle orecchie tra 30 e 38 mm e un peso fino a 53 g.

### Aspetto
La pelliccia è lunga, densa, soffice e lanosa. Le parti dorsali sono bruno-nerastre con la punta dei peli color crema che donano un aspetto brizzolato, mentre le parti ventrali sono leggermente più chiare. Le orecchie sono lunghe, strette, marroni scure e con una concavità sul bordo posteriore appena sotto l'estremità appuntita. La foglia nasale presenta una porzione anteriore con due fogliette supplementari su ogni lato le più interne delle quali sono unite alla parte posteriore, un setto nasale poco sviluppato, una porzione intermedia con una proiezione centrale, una porzione posteriore sormontata da una protuberanza e con tre setti verticali che la dividono in quattro celle. È presente una sacca frontale ben sviluppata in entrambi i sessi e un'altra nella regione anale solo nei maschi. Le membrane alari sono marroni scure semi-trasparenti. La coda è lunga e si estende leggermente oltre l'ampio uropatagio. Il primo premolare superiore è piccolo e situato fuori la linea alveolare.

## Biologia

### Comportamento
Si rifugia nelle cavità degli alberi e nelle grotte. Il volo è veloce, agile e poco manovrato.

### Alimentazione
Si nutre di insetti, probabilmente a corazza dura, catturati in volo o in prossimità del terreno..

### Riproduzione
Femmine gravide sono state catturate nel Camerun in ottobre.

## Distribuzione e habitat
Questa specie è diffusa in Camerun sud-occidentale, Repubblica Democratica del Congo centro-orientale e Kenya sud-occidentale.
Vive nelle foreste pluviali e afro-montane tra 1.200 e 1.400 metri di altitudine.

## Conservazione
La IUCN Red List, considerati i dubbi continui circa la sua tassonomia, l'estensione dell'areale e i requisiti ecologici, classifica H.camerunensis come specie con dati insufficienti (DD).